# Inpolderingen in Zuidwest-Friesland
In Zuidwest-Friesland is in vroeger tijden veel ingepolderd, alleen is men hier niet zo rigoureus te werk gegaan als in Noord-Holland. Hierdoor staat Zuidwest-Friesland nog steeds bekend om zijn uitgestrekte meren.
Ingepolderde meren:
- Workumermeer, ten noorden van Workum
- Makkumermeer of Koudmeer, ten oosten van Makkum
- Parregaastermeer of Zuidermeer, ten westen van Parrega
- Haanmeer of Heenmeer, tussen Koudum en Hindeloopen
- Staverensemeer of Noordmeer en Zuidmeer, ten oosten van Stavoren
- Sensmeer/ Atzemeer, ten zuiden van Blauwhuis